# Marina Bouregreg
La Marina Bouregreg o Marina de Salé es un puerto deportivo situado en Marruecos, en la desembocadura del río Bu Regreg, cerca del puente Hasán II, en la orilla del Salé  que mira hacia Rabat. Fue proyectado en el marco del desarrollo del valle de Bouregreg, iniciado en 2006, que abarca las dos orillas. El puerto lleva en funcionamiento desde marzo de 2008 y su gestión y explotación corresponde a la Agence pour l'aménagement de la vallée du Bouregreg.